# كرتون نتورك إتش دي +
كرتون نتورك إتش دي + (+CN HD) هي قناة تلفزيونية فضائية هندية تبث بشكل أساسي المسلسلات الكرتونية. تديرها شركة ورانر براذرز وديسكفري التابعة لقسمها الدولي، تبث من مقرها الرئيسي في مومباي، ماهاراشترا، الهند. أطلقت في 15 أبريل 2018 كنظير عالي الدقة لـكرتون نتورك الهندية.
كانت القناة متاحة فقط في الهند وأتيحت في البلدان المجاورة. تعرض العديد من أفلام كرتون نتورك الأصلية حصريًا على هذه القناة.

## التاريخ

### إطلاق
أعلنت شركة وارنر ميديا الهندية عن إطلاق قناة تلفزيونية عالية الدقة من كرتون نتورك.
في 17 أبريل 2018 أضيفت مسارات صوتية باللغة الإنجليزية والتاميلية والتيلوجوية إلى كرتون نتورك إتش دي +. البرامج التي بثت في وقت سابق من قبل قناة كرتون نتورك مثل الدببة الثلاثة و فتيات القوة تبث أيضًا باللغات الهندية والتاميلية والتيلوغوية.
في عام 2021، إلى جانب قناة سي دي، قامت كرتون نتورك إتش دي + من حين لآخر ببث العديد من عروض بن 10 الخاصة، مثل: بن 10 ضد الكون.
في 30 مارس 2022، بدأت كل من قناتي سي وإتش دي في استخدام العلامة التجارية ورسومات «أعد رسم عالمك».

## البرامج
- وقت المغامرة[4]
- أبل و أنيون
- بن 10
- بن 10 (مسلسل 2016)
- بن 10: أومنيفيرس
- كريج من الجدول
- دي سي سوبر هيرو جيرلز
- جيلي ستون!
- لوني تونز كرتونز
- العرض العادي
- إنفنتي تراين
- ستيفن البطل
- أبطال التايتنز إنطلقوا
- عالم غامبول المدهش[4]
- مغامرات بيلي وماندي
- فتيات القوة(مسلسل 2016)
- يونيكيتي!
- الدببة الثلاثة[4]
- نحن الدببة الصغار